# Club Deportiu Espanya (Palma)
El Club Deportiu Espanya (originalment, España Football Club) va ser un club de futbol de Palma (Mallorca, Illes Balears), fundat l'any 1924 i desaparegut l'any 1933. Va ser un dels equips més representatius de la ciutat durant els anys 20 i 30.

## Història

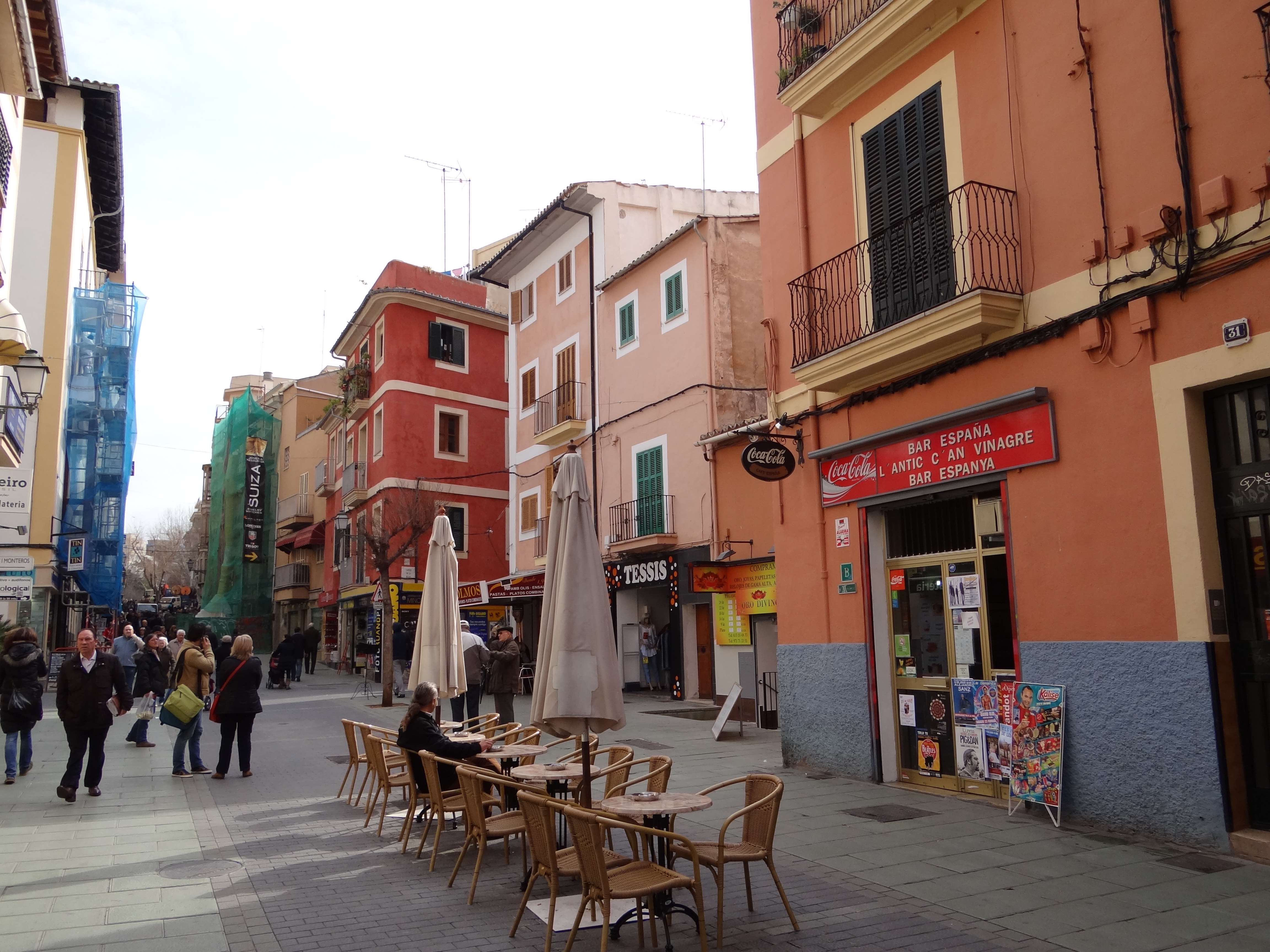
Can Vinagre, la seu social del club

El 22 de març de 1924, diversos diaris de Palma es feren ressò de la fundació del España Foot-Ball Club. Tenia la seu social en el Bar España (també anomenat Can Vinagre) en el carrer dels Oms, 71 de Palma. El primer partit del qual tenim constància el va disputar el 19 de març del mateix any, contra un equip de L'Arenal de Llucmajor (1-2). L'equip duia samarreta de color roig-i-gualda (fent honor al seu nom) a franges verticals, i calçons negres o foscs.
Inicialment el club va competir amb resultats discrets, jugant alguns anys a la Segona categoria del Campionat de Mallorca, llavors el nivell més baix de la competició territorial. A finals de 1928 es va fusionar amb el Palma FC, un altre petit club ciutadà que tenia la seu social ben a prop: el Bar Olmos, al número 57 del mateix carrer dels Oms, adoptant el nom de Club Deportivo España. Des de llavors el seu potencial va anar incrementant-se i es va consolidar com un dels principals equips de Segona categoria del campionat i amb opcions reals d’ascens a Primera.
Per fi, l’any 1932 el CD España aconsegueix ascendir a Primera categoria. Aquell mateix any es vincula amb la Sociedad Sportiva La Salle, tot i que el club manté el seu nom. La temporada següent el club protagonitza un gran paper en assolir el tercer lloc del Campionat de Mallorca, només per darrere del CE Constància i CD Mallorca. No obstant això, a pesar de l’èxit esportiu assolit, a finals de la mateixa temporada l’associació amb La Salle es romp i el club desapareix.

## Terreny de joc
Durant moltes temporades l'equip jugava de prestat a camps d'altres clubs o a terrenys d'ínfim nivell. Poc després de la fusió de 1928 el club va llogar un terreny de joc estable al Carrer del 31 de desembre, on va competir fins al 1932, quan es trasllada al camp de La Estrella (propietat de La Salle), fins a la desaparició del club.

## Estadístiques

### Temporades
- Primera Categoria del Campionat de Mallorca (1): 1932-33
- Segona Categoria del Campionat de Mallorca (5): 1925-26, 1927-28, 1929-30, 1930-31 i 1931-32
- Tercera Categoria del Campionat de Mallorca (1): 1928-29

### Campionat de Mallorca
| - 1924-25: no participa - 1925-26: 2a Categoria (9è) (*) - 1926-27: no participa | - 1927-28: 2a Categoria (Gr. A, 3r) - 1928-29: 3a Categoria (1r) - 1929-30: 2a Categoria (Gr. A, 2n) | - 1930-31: 2a Categoria (1r) - 1931-32: 2a Categoria (1r) - 1932-33: 1a Categoria (3r) |

 - Campionat de lliga 

 - Ascens 

 - Descens
(*) Campionat escindit de la Federació Balear

## Palmarès
- Campionat de Mallorca de Segona Categoria (2):   1931, 1932
- Campionat de Mallorca de Tercera Categoria (1):  1929